# Battersea Park

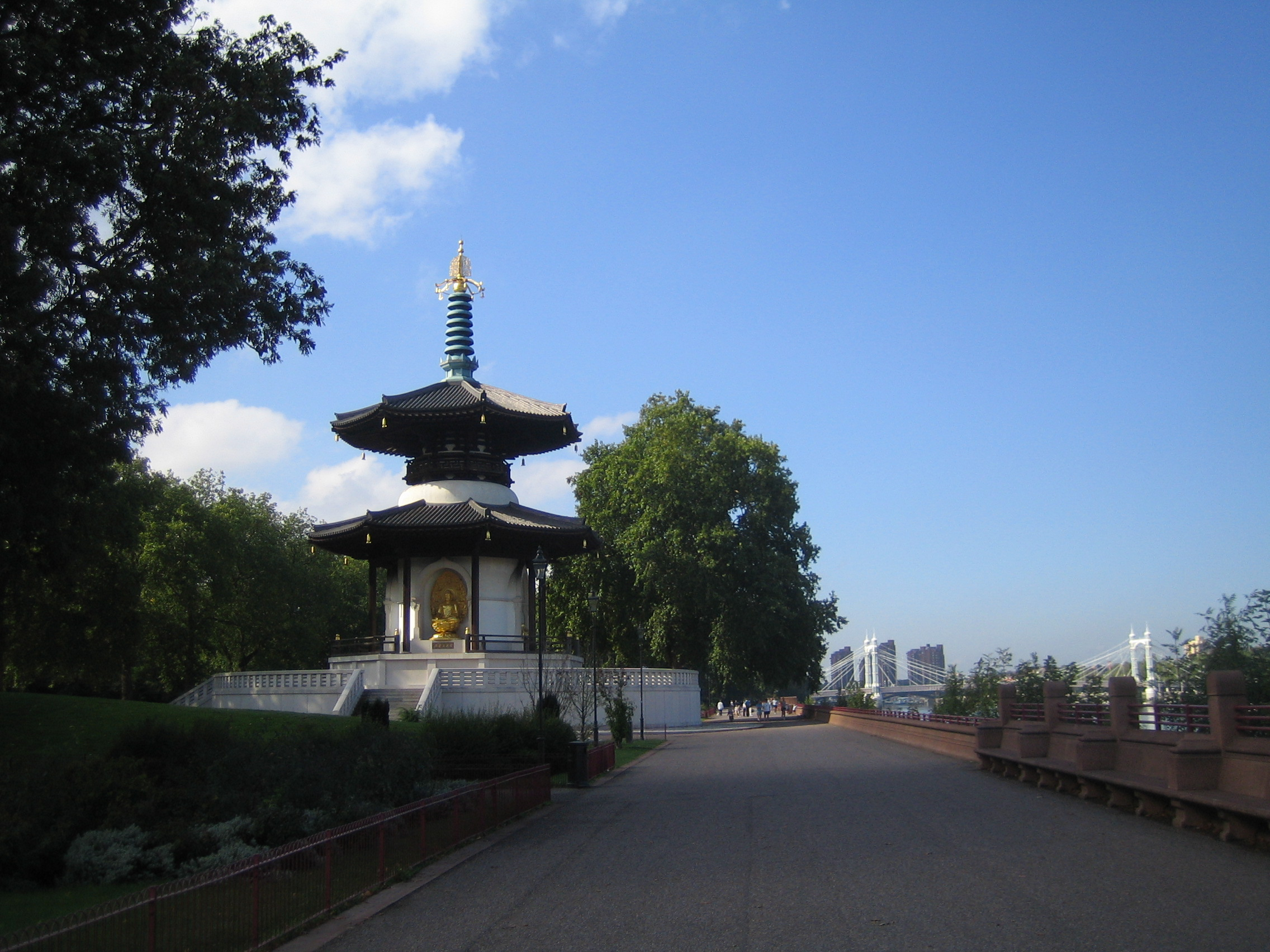
De Vredespagode in Battersea Park

Battersea Park is een park in de wijk Battersea in Londen, Engeland. Het 0,83 km² grote park, dat in 1858 voor het publiek geopend werd, ligt op de zuidelijke oever van de Theems, tegenover de wijk Chelsea.

## Geschiedenis
Het park werd tussen 1846 en 1864 ontworpen door Sir James Pennethorne, hoewel het uiteindelijke resultaat niet geheel overeenkwam met het oorspronkelijke ontwerp.
In Battersea Park vond op 9 januari 1864 de eerste demonstratie plaats van voetbal zoals dat volgens de regels van de toen pas opgerichte Engelse voetbalbond gespeeld moest worden.
In 1951 werd het park ingericht tot "Festival Gardens" en maakte daarmee deel uit van de viering van het Festival of Britain. Er werden nieuwe waterpartijen en fonteinen aangelegd, evenals een zogeheten "Tree-Walk", bestaande uit verhoogde houten wandelpaden die de verbinding vormden tussen een serie boomhutten. Een andere populaire attractie was de Guinness Clock.
Onderdeel van de vernieuwde inrichting was ook een kermis. De destijds populaire achtbaan The Big Dipper werd echter op 30 mei 1972 gesloten na een ongeluk waarbij vijf kinderen omkwamen. De kermis verloor vervolgens aan populariteit, waarna in 1974 definitief het doek viel voor deze attractie. Het terrein werd daarna gebruikt voor tijdelijke evenementen en tentoonstellingen.
In het park bevindt zich een kleine dierentuin en er zijn verschillende sportfaciliteiten voor tennis, atletiek en voetbal. Een opvallend bouwwerk is de Vredespagode (Peace Pagoda), opgericht toen Ken Livingstone nog leiding gaf aan de sindsdien opgeheven Greater London Council.
Tussen 2002 en 2004 werd het park opnieuw ingericht. De heropening volgde op 4 juni 2004 door prins Philip.